# Kukułka (powiat międzychodzki)
Kukułka – osada leśna w Polsce, położona w województwie wielkopolskim, w powiecie międzychodzkim, w gminie Sieraków.
Wchodzi w skład sołectwa Marianowo.
Do 2024 r. miejscowość była osadą leśną wsi Bucharzewo. W latach 1975–1998 osada administracyjnie należała do województwa poznańskiego.

## Historia osady
Nazwa pochodzi najprawdopodobniej od często spotykanych tutaj kukułek. Niegdyś funkcjonował tutaj młyn wodny, pozostałością którego jest sztucznie spiętrzony staw.

## Przyroda
Osada otoczona jest wydmami i rozległą Puszczą Notecką, nad dawnym stawem młyńskim, w dolinie strumienia zasilającego Jezioro Kłosowskie, położonego 0,5 km na południe od leśniczówki. W okolicy przeważają lasy sosnowe. Ciekawsze partie lasu ciągną się wzdłuż strumienia, na północny zachód. Na torfowisku (2 km na północny wschód) występuje ciekawa flora; rośnie tam m.in.:
- rosiczka okrągłolistna,
- bagno zwyczajne,
- żurawina błotna.